# La caiguda de la Casa Usher
La caiguda de la Casa Usher és un dels contes més coneguts d'Edgar Allan Poe i un exemple de literatura gòtica aplicada a la narració breu. Escrita en 1839, pel seu gran èxit ha estat adaptat a diversos mitjans, entre ells el cinema i les versions musicals i ha inspirat altres obres de temàtica similar.

## Argument
El narrador arriba a la casa Usher a petició del seu amic Roderick, que coneix des de la infància però a qui fa temps que no veu. Se'l troba sol amb la seva germana Madeleine, tots dos malalts. Roderick sembla patir una malaltia mental, ja que fa referència a al·lucinacions i afirma tenir els sentits més aguts del normal. Madeleine pateix atacs de catalèpsia i no pronuncia cap paraula.
El narrador intenta animar Roderick, llegint-li històries, tocant música o xerrant amb ell, però debades. Una nit arriba per comunicar que la seva germana ha mort i demana ajuda per baixar-la a la cripta. Després de la mort de Madeleine, Roderick cau en una profunda depressió i afirma que la casa està viva.
Una nit entra a la cambra del narrador presa del pànic i afirma que ha sentit Madeleine, que l'han enterrat viva. El protagonista intenta explicar-li que no és possible tants dies després i que els sorolls i signes tenen una explicació natural, però just quan ho està dient apareix la noia a la porta, panteixant, i mor després de llançar-se sobre el seu germà. Aquest pateix un atac de cor i mor a l'acte. El narrador abandona la casa esperitat i veu com aquesta és engolida per la terra.

## Anàlisi
El conte presenta els elements típics de la ficció gòtica: un ambient propens al sobrenatural amb la casa maleïda, referències al passat medieval en el qual llegeixen els amics, el dubte sobre la realitat del que s'esdevé i el terror que es busca en el lector. Cada detall anticipa el final en un cúmul de suspens i tensió creixent on l'acció és tan important com la descripció de l'ambient asfixiant. L'atenció als sentits accentua aquesta ambientació, a la qual contribueixen les nombroses sinestèsies i el·lipsis amb què l'autor basteix el seu relat.
Malgrat l'element fantàstic, s'intenta no abandonar mai la versemblança, amb la catalèpsia que justifica la confusió a l'enterrament o amb les explicacions que intenta esbossar el narrador per calmar els ànims. La base de la narració és una història real on un marit gelós va enterrar vius la dona i el seu amant en una casa de nom similar al títol del relat.
La casa simbolitza la unió entre els dos germans, que frega l'incest segons algunes interpretacions. Quan aquests moren, col·lapsa, però ja abans les esquerdes anunciaven la seva fi, igual que la malaltia i les premonicions de Roderick anunciaven la mort dels seus ocupants. Roderick sembla consumit per la culpa, probablement per aquesta relació il·lícita, i per això no desenterra la germana. Aquesta acció és la que acaba provocant-li la mort, encara que s'expliqui amb una causa natural (un infart). La lectura simbòlica, doncs, és paral·lela a la literal o realista en tot el conte.

## Adaptacions

### En format audiovisual
La Chute de la maison Usher és una pel·lícula muda de terror francesa de 1928 dirigida per Jean Epstein protagonitzada per Marguerite Gance, Jean Debucourt i Charles Lamy.
Una segona versió de pel·lícula muda, també estrenada el 1928, va ser dirigida per James Sibley Watson i Melville Webber.
Devot fan de les obres de Poe, el director nord-americà Curtis Harrington va abordar la història en les seves primeres i últimes pel·lícules. Càsting a si mateix en papers dobles com Roderick i Madeline Usher en ambdues versions, Harrington va rodar el seu curt original de 10 minuts en silenci en 8mm el 1942, i va rodar una nova versió de 36 minuts simplement titulada Usher en 35mm el 2000 que pretenia utilitzar en una pel·lícula d'antologia Poe més llarga que mai va arribar a bon port. Ambdues versions es van incloure en el llançament de DVD / Blu-ray de 2013 Curtis Harrington: The Short Film Collection.
El 1950, es va produir una versió cinematogràfica britànica de The Fall of the House of Usher protagonitzada per Gwen Watford, Kay Tendeter i Irving Steen.

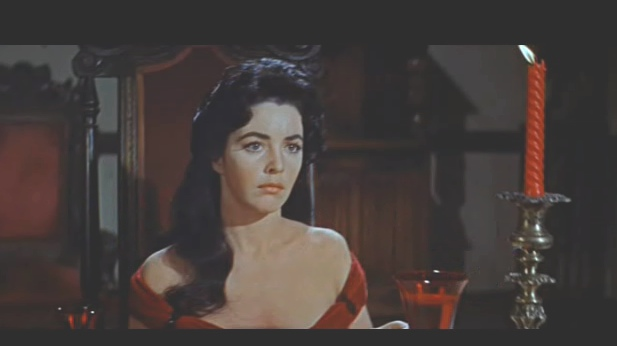
Myrna Fahey interpretant a Madeline Usher (1960)

El 1956, el NBC Matinee Theater de la televisió nord-americana va emetre The Fall of the House of Usher protagonitzada per Marshall Thompson i Tom Tryon per a l'episodi 197.
A la pel·lícula de Roger Corman de 1960, estrenada als Estats Units com House of Usher, Vincent Price va protagonitzar Roderick Usher, Myrna Fahey com Madeline i Mark Damon com Philip Winthrop, promès de Madeline. La pel·lícula va ser la primera de Corman en una sèrie de vuit pel·lícules inspirades en les obres d'Edgar Allan Poe.
Una adaptació televisiva va ser produïda per ATV per a la xarxa ITV el 1966 per a la sèrie d'antologia de terror Mystery and Imagination. L'episodi 3 de 1966 va ser La caiguda de la casa d'Usher.
El 1976, es va fer una versió de 30 minuts de The Fall of the House of Usher per a Short Story Showcase per a la televisió nord-americana.
El 1979, el canal estatal italià RAI va adaptar la història curta, juntament amb altres obres de Poe, a la sèrie I racconti fantastici di Edgar Allan Poe. Va ser dirigida per Daniele D'Anza, amb Roderick Usher interpretat per Philippe Leroy; la música va ser composta per la banda pop Pooh.
Rodada el 1979 però no estrenada fins al 1982, la cadena de televisió nord-americana NBC va emetre la història, dirigida per James L. Conway i protagonitzada per Martin Landau, Robert Hays, Ray Walston i Charlene Tilton.
El director txec Jan Švankmajer va adaptar la història al curtmetratge de 1980 Z thenik domu Usher., que va fer ús de la fotografia en blanc i negre i tècniques de stop-motion, però cap actor a la pantalla en cap moment.
El 1989, The House of Usher va ser una pel·lícula produïda per companyies nord-americanes, britàniques i canadenques protagonitzades per Oliver Reed.
El 2002, Ken Russell va produir una versió de comèdia de terror titulada The Fall of the Louse of Usher.
La pel·lícula de 2006 The House of Usher del director australià Hayley Cloake, protagonitzada per Austin Nichols com a Roderick Usher, va ser una actualització del conte ambientat en l'època moderna amb un interès amorós per Roderick en la forma del millor amic de la seva germana difunta.
The Fall of the House of Usher (2015), narrat per Christopher Lee, és un curtmetratge d'animació que forma part de Extraordinary Tales.
Intrepid Pictures va crear una sèrie limitada de vuit episodis titulada The Fall of the House of Usher per a Netflix que es basa en les obres d'Edgar Allan Poe. Mike Flanagan i Michael Fimognari van dirigir quatre episodis i l'executiu va produir la sèrie, que es va estrenar el 2023.

### Al teatre i a música
De 1908 a 1917, el compositor francès Claude Debussy va treballar en una òpera titulada La chute de la maison Usher.
La lletra de la cançó d'Alan Hull "Lady Eleanor", un senzill d'èxit de 1971 per a la banda de folk rock britànica Lindisfarne, es va inspirar en "The Fall of the House of Usher" i altres obres de Poe.
"The Fall of the House of Usher" és una suite instrumental de cinc parts de l'àlbum de 1976 Tales of Mystery and Imagination de The Alan Parsons Project.
The Fall of the House of Usher és una altra versió operística, composta per Philip Glass el 1987 amb un llibret d'Arthur Yorinks, estrenada al American Repertory Theatre i a l'Òpera de Kentucky el 1988 i reviscuda a l'Òpera de Nashville el 2009. The Long Beach Opera va muntar una versió d'aquesta obra el febrer de 2013 al Warner Grand Theatre de San Pedro, Los Angeles.
The Fall of the House of Usher és una òpera composta per Peter Hammill amb un llibret de Chris Judge Smith publicat el 1991 per Some Bizzare Records; el 1999, Hammill va revisar el seu treball i el va publicar com The Fall of the House of Usher (Deconstructed & Rebuilt). Aquesta òpera mai s'ha interpretat en directe.
El 2002 Lance Tait va escriure una obra d'un acte, The Fall of the House of Usher, basada en el conte de Poe. Laura Grace Pattillo va escriure a The Edgar Allan Poe Review (2006), "[Tait's] play segueix la història original de Poe força de prop, utilitzant una figura de cor femení per ajudar a continuar el conte com l'Amic (com Tait anomena el narrador) alterna entre el monòleg i la conversa amb Usher."
El 2008, una adaptació musical ("Usher") va guanyar el premi al Millor Musical al Festival Internacional Fringe de Nova York.

### A literatura
The Martian Chronicles, una col·lecció d'històries de Ray Bradbury de 1950, conté una novel·la anomenada "Usher II", un homenatge a Poe. El seu personatge principal, William Stendahl, construeix una casa basada en les especificacions de la història de Poe per assassinar els seus enemics.
Usher's Passing, una novel·la de Robert R. McCammon de 1984, és una novel·la de ficció gòtica basada en la "veritable" història de la família Usher. Poe fa una aparició en el flashback que comença la novel·la.
La novel·la de 2022 What Moves the Dead de l'escriptor nord-americà T. Kingfisher és una relectura de "The Fall of the House of Usher".